# Steffen Algreen
Steffen R. Algreen (17 september 1979) is een Deens voetballer die voor AC Horsens speelt.

## Carrière
- 1993-1997: Vejle Boldklub (jeugd)
- 1997-1998: Sole IF
- 1998-2002: AC Horsens
- 2002-2003: FC Hedensted
- 2003-2008: AC Horsens
- 2008-2012: FC Fyn
- 2012: Middelfart G&BK